# Wykrywalność
Wykrywalność (ang. detectability) – właściwość układu automatyki mówiąca o tym, że dla układu opisanego macierzą stanu{\displaystyle A} oraz macierzą wyjść {\displaystyle C,} istnieje taka macierz {\displaystyle L,} dla której macierz {\displaystyle A+LC} jest stabilna (wszystkie jej wartości własne leżą w lewej półpłaszczyźnie płaszczyzny zmiennej zespolonej S).